# Vòng loại Giải vô địch bóng đá nữ châu Âu 2017 (Bảng 8)
Bảng 8 Vòng loại Giải vô địch bóng đá nữ châu Âu 2017 bao gồm các đội: Na Uy, Áo, Wales, Israel và Kazakhstan.

## Bảng xếp hạng
| VT | Đội        | ST | T | H | B | BT | BB | HS  | Đ  | Giành quyền tham dự |     |     |     |     |      |     |
| -- | ---------- | -- | - | - | - | -- | -- | --- | -- | ------------------- | --- | --- | --- | --- | ---- | --- |
| 1  | Na Uy      | 8  | 7 | 1 | 0 | 29 | 2  | +27 | 22 | Vòng chung kết      |     | —   | 2–2 | 4–0 | 10–0 | 5–0 |
| 2  | Áo         | 8  | 5 | 2 | 1 | 18 | 4  | +14 | 17 | Vòng chung kết      |     | 0–1 | —   | 3–0 | 6–1  | 4–0 |
| 3  | Wales      | 8  | 3 | 2 | 3 | 13 | 11 | +2  | 11 |                     |     | 0–2 | 0–0 | —   | 4–0  | 3–0 |
| 4  | Kazakhstan | 8  | 1 | 1 | 6 | 2  | 30 | −28 | 4  |                     | 0–4 | 0–2 | 0–4 | —   | 1–0  |     |
| 5  | Israel     | 8  | 0 | 2 | 6 | 2  | 17 | −15 | 2  |                     | 0–1 | 0–1 | 2–2 | 0–0 | —    |     |

## Các trận đấu
Giờ thi đấu là CEST (UTC+2) các trận từ ngày 29 tháng 3 tới 24 tháng 10 năm 2015 và từ 27 tháng 3 tới 29 tháng 10 năm 2016, còn lại là CET (UTC+1).
| Kazakhstan | 0–2      | Áo               |
| ---------- | -------- | ---------------- |
|            | Chi tiết | Billa 45+1', 89' |

| Kazakhstan | 0–4      | Na Uy                                   |
| ---------- | -------- | --------------------------------------- |
|            | Chi tiết | Ad. Hegerberg 19', 27' · Haavi 51', 61' |

| Áo                                        | 3–0      | Wales |
| ----------------------------------------- | -------- | ----- |
| Schiechtl 25' · Puntigam 73' · Burger 86' | Chi tiết |       |

| Israel | 0–0      | Kazakhstan |
| ------ | -------- | ---------- |
|        | Chi tiết |            |

| Na Uy                                                 | 4–0      | Wales |
| ----------------------------------------------------- | -------- | ----- |
| Herlovsen 30', 71' · Ad. Hegerberg 39' · Mjelde 90+3' | Chi tiết |       |

| Israel | 0–1      | Áo           |
| ------ | -------- | ------------ |
|        | Chi tiết | Prohaska 48' |

| Wales                            | 4–0      | Kazakhstan |
| -------------------------------- | -------- | ---------- |
| Harding 48' · Ward 60', 62', 83' | Chi tiết |            |

| Israel                   | 2–2      | Wales            |
| ------------------------ | -------- | ---------------- |
| Falkon 25' · Shelina 83' | Chi tiết | Harding 59', 80' |

| Israel | 0–1      | Na Uy             |
| ------ | -------- | ----------------- |
|        | Chi tiết | Ad. Hegerberg 25' |

| Áo                                                                        | 6–1      | Kazakhstan      |
| ------------------------------------------------------------------------- | -------- | --------------- |
| Schiechtl 13' · Billa 15', 88' · Aschauer 18' · Zadrazil 32' · Burger 36' | Chi tiết | Kirgizbaeva 79' |

| Áo | 0–1      | Na Uy                 |
| -- | -------- | --------------------- |
|    | Chi tiết | Mykjåland 23' (ph.đ.) |

| Kazakhstan | 0–4      | Wales                                          |
| ---------- | -------- | ---------------------------------------------- |
|            | Chi tiết | Green 15', 23' · Ward 60' (ph.đ.), 81' (ph.đ.) |

| Kazakhstan | 1–0      | Israel |
| ---------- | -------- | ------ |
| Yalova 69' | Chi tiết |        |

| Na Uy                      | 2–2      | Áo                           |
| -------------------------- | -------- | ---------------------------- |
| Mjelde 23' · Herlovsen 56' | Chi tiết | Burger 13' · Feiersinger 85' |

| Áo                                                   | 4–0      | Israel |
| ---------------------------------------------------- | -------- | ------ |
| Burger 4', 19' · Barqui 41' (l.n.) · Kirchberger 78' | Chi tiết |        |

| Wales | 0–2      | Na Uy                  |
| ----- | -------- | ---------------------- |
|       | Chi tiết | Ad. Hegerberg 69', 81' |

| Na Uy | 10–0     | Kazakhstan |
| --- | -------- | ---------- |
| Ad. Hegerberg 8' · Herlovsen 10', 12', 79' · Reinås 21' · Mjelde 23', 45+1' · Graham Hansen 29' · Isaksen 77' · An. Hegerberg 81' | Chi tiết |            |

| Wales                        | 3–0      | Israel |
| ---------------------------- | -------- | ------ |
| Ward 16', 32' · Estcourt 59' | Chi tiết |        |

| Na Uy                                                      | 5–0      | Israel |
| ---------------------------------------------------------- | -------- | ------ |
| Ad. Hegerberg 43', 48', 52' · Bøe Risa 71' · Herlovsen 80' | Chi tiết |        |

| Wales | 0–0      | Áo |
| ----- | -------- | -- |
|       | Chi tiết |    |

## Cầu thủ ghi bàn
10 bàn
- Ada Hegerberg

7 bàn
- Isabell Herlovsen
- Helen Ward

5 bàn
- Nina Burger

4 bàn
- Nicole Billa
- Maren Mjelde

3 bàn
- Natasha Harding

2 bàn
- Katharina Schiechtl
- Emilie Haavi
- Kayleigh Green

1 bàn
- Verena Aschauer
- Laura Feiersinger
- Virginia Kirchberger
- Nadine Prohaska
- Sarah Puntigam
- Sarah Zadrazil
- Lee Falkon
- Rachel Shelina Israel
- Begaim Kirgizbaeva
- Mariya Yalova
- Vilde Bøe Risa
- Caroline Graham Hansen
- Andrine Hegerberg
- Ingvild Isaksen
- Lene Mykjåland
- Stine Reinås
- Charlie Estcourt

Phản lưới nhà
- Maya Barqui (gặp Áo)